# ミッション経過時間
ミッション経過時間（ミッションけいかじかん、Mission Elapsed Time、MET）は、NASAの宇宙ミションで使用され、特にスペースシャトルのミッションで使用された時刻系。ミッションではタイミングが非常に重要であることから、打ち上げ後のすべてのイベントはミッション経過時間に基づいて計画される。これによって開始時刻が遅れた場合にイベントを再スケジュールする必要がなくなる。MET時計は離昇の瞬間にゼロに設定され、通常の日、時、分、秒を順にカウントする。例えば、2:03:45:18 METは打ち上げから2日3時間45分18秒経過したことを意味する。スペースシャトル以前はMETは地上経過時間（Ground Elapsed Time、GET）と呼ばれていた。
国際宇宙ステーション（ISS）は「恒久的」かつ国際的なミッションであるため、MET時計ではなく協定世界時（UTC、グリニッジ標準時GMTとも）を使用する。シャトルにはUTC時計も搭載されていたので、宇宙飛行士はISS内の「公式」時刻を簡単に把握できた。
2019年のボーイング CST-100 スターライナー宇宙船の試験飛行では、機体に設定されたミッション経過時間が誤っていたことによりミッション異常が発生した。